# 銃珍藏
銃珍藏（The Gun Collection），是由 TAKARA TOMY A.R.T.S 推出的一個關於槍的扭蛋系列，從2004年到2011年之間共推出了16版的扭蛋，是吸引很多槍迷的扭蛋系列。